# Leoniszki (gmina Bujwidze)
Leoniszki (lit. Leoniškės) − wyludniona wieś na Litwie, w rejonie wileńskim, 5 km na zachód od Bujwidzów. Przed II wojną światową w Polsce, w powiecie wileńsko-trockim województwa wileńskiego.